# The Bad One
Pour plus de détails, voir Fiche technique et Distribution.
The Bad One est un film américain réalisé par George Fitzmaurice, sorti en 1930.

## Synopsis
L'idylle pour le moins compliquée entre un marin d'origine américain et une danseuse d'origine marseillaise...

## Fiche technique
- Titre français : The Bad One
- Réalisation : George Fitzmaurice
- Assistant-réalisateur : Walter Mayo
- Scénario : John Farrow, Howard Emmett Rogers et Carey Wilson
- Photographie : Karl Struss
- Montage : W. Donn Hayes
- Musique : Hugo Riesenfeld
- Son : Frank Grenzback
- Direction artistique : Park French, William Cameron Menzies
- Costumes : Alice O'Neill
- Producteurs : Joseph M. Schenck, George Fitzmaurice, John W. Considine Jr.
- Société de production : Joseph M. Schenck Productions, Art Cinema Corporation
- Société de distribution : United Artists
- Pays de production :  États-Unis
- Langue : Anglais
- Format : Noir et blanc — 35 mm — 1,20:1 — Son : Mono (MovieTone)
- Genre : Film dramatique, Film musical
- Durée : 70 minutes (1 h 10)
- Date de sortie :
  - États-Unis : 3 mai 1930

## Distribution
- Dolores del Rio : Lita
- Edmund Lowe : Jerry Flanagan
- Don Alvarado : l'espagnol
- Blanche Friderici : Madame Durand
- Adrienne D'Ambricourt : Madame Pompier
- Ullrich Haupt Sr. : Pierre Ferrande
- Mitchell Lewis : Borloff
- Ralph Lewis : Blochet
- Yola d'Avril : Gida
- John St. Polis : Juge
- Henry Kolker : Procureur
- George Fawcett : Warden
- Victor Potel : marin
- Tom Dugan : autre marin
- Boris Karloff : Monsieur Gaston
- Harry Stubbs : marin